# 赫利奧克勒斯一世
赫利奧克勒斯（公正者）（希臘語：Ηλιοκλεους, Δίκαιος ）最後一位希臘-巴克特里亞國王。統治期間約為公元前145年到公元前130年間，可能是歐克拉提德一世的兒子或兄弟。
根據羅馬歷史學家查士丁描敘，歐克拉提德是在從印度的歸途中被自己的兒子謀殺，甚至車裂了它的屍體。可惜的是，查士丁沒有寫下謀反者的名字，而巴克特里亞的局勢因而陷入不穩且有可能發生內戰，進一步衰弱了王國的力量，
公元前130年間，北方遊牧民族大月氏開始入侵，猜測赫利奧克勒斯在這場戰役上陣亡。中國的史書記載，大月氏的入侵並沒有斷送巴克特里亞的城市文明，農耕制度也沒有遭受廢棄，希臘社會有可能再維持一段時間。巴克特里亞王國滅亡後，希臘人依舊統治北印度一部分，並稱為印度-希臘王國，不清楚歐克拉提德王室有沒有遷移至印度-希臘王國西部，但許多印度-希臘國王的錢幣透露跟歐克拉提德王朝有些關連。